# Івановка (Краснокамський район)
Іва́новка (рос. Ивановка, башк. Ивановка) — присілок у складі Краснокамського району Башкортостану, Росія. Входить до складу Арланівської сільської ради.
Населення — 13 осіб (2010; 32 у 2002).
Національний склад:
- росіяни — 81 %